# Kranichberg und Kirchberg am Wechsel
Die Herrschaft Kranichberg und Kirchberg am Wechsel war eine Grundherrschaft im Viertel unter dem Wienerwald im Erzherzogtum Österreich unter der Enns, dem heutigen Niederösterreich.

## Ausdehnung
Die Herrschaft, zu der auch die Gülte Saxenbrunn und St. Johann zählten und die weiters über Besitz in Ratten und Wenigzell verfügte, umfasste zuletzt die Ortsobrigkeit über Schloss Kranichberg, Schönstadl, Loipmannsdorf, Hitzmannsdorf, Altendorf, Penk, Thürmannsdorf, Valentin, Landschach, Grafenbach, Göttschach, Köttlach, Wörth, Enzenreith, Oberhart, Dippolz, St. Johann, Ottenthal-Trottenbach, Lehen, Ofenbach, Sumpersbach, Molzegg, Kirchberg am Wechsel und schließlich die Ämter Ratten und Wenigzell in der Steiermark. Die Ortsobrigkeit über St. Johann wurde im Wechsel mit der Herrschaft Stixenstein ausgeübt. Der Sitz der Verwaltung befand sich im Schloss Kranichberg und in Kirchberg.

## Geschichte
Die Herrschaft war dem Erzbistum Wien unterstellt. Letzter Inhaber der Herrschaft war Vincenz Eduard Milde in seiner Funktion als Erzbischof von Wien. Nach den Reformen 1848/1849 wurde die Herrschaft aufgelöst.